# Glienick (Zossen)
Glienick ist ein Ortsteil der amtsfreien Stadt Zossen im brandenburgischen Landkreis Teltow-Fläming. Bis zur Eingemeindung 2003 nach Zossen war Glienick eine amtsangehörige Gemeinde mit vier Ortsteilen im brandenburgischen Amt Zossen, das von 1992 bis 2003 existierte. Glienick liegt etwa 35 Kilometer südlich von Berlin. Es gehörte im Spätmittelalter zur Herrschaft Zossen.

## Geographische Lage

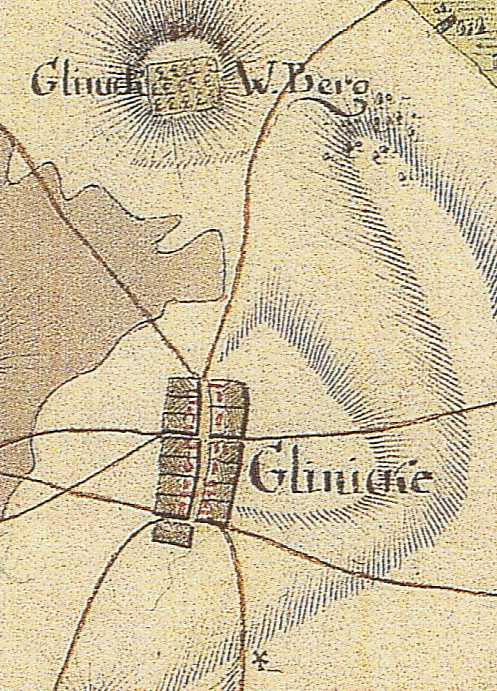
Glienick mit dem Glienicker Weinberg auf dem Schmettauschen Kartenwerk von 1767–87

Glienick liegt im nordwestlichen Teil des Stadtgebietes von Zossen. Es grenzt im Nordwesten an Wietstock und Groß Schulzendorf, beides Ortsteile der Stadt Ludwigsfelde, im Norden an Groß Machnow, Ortsteil der Gemeinde Rangsdorf, im Osten an Dabendorf, Gemeindeteil des Ortsteils Zossen, im Südosten an Nächst Neuendorf, im Süden an Horstfelde und Schünow, und im Südwesten an Nunsdorf, alles Ortsteile der Stadt Zossen.
Zu Glienick gehört der frühere Gutsbezirk Werben als Gemeindeteil. Die Gemarkung umfasst 2124 ha.
Teile des Naturschutzgebiets Rangsdorfer See liegen im Norden des Gemeindegebiets.

## Geschichte und Etymologie

### 12. bis 17. Jahrhundert

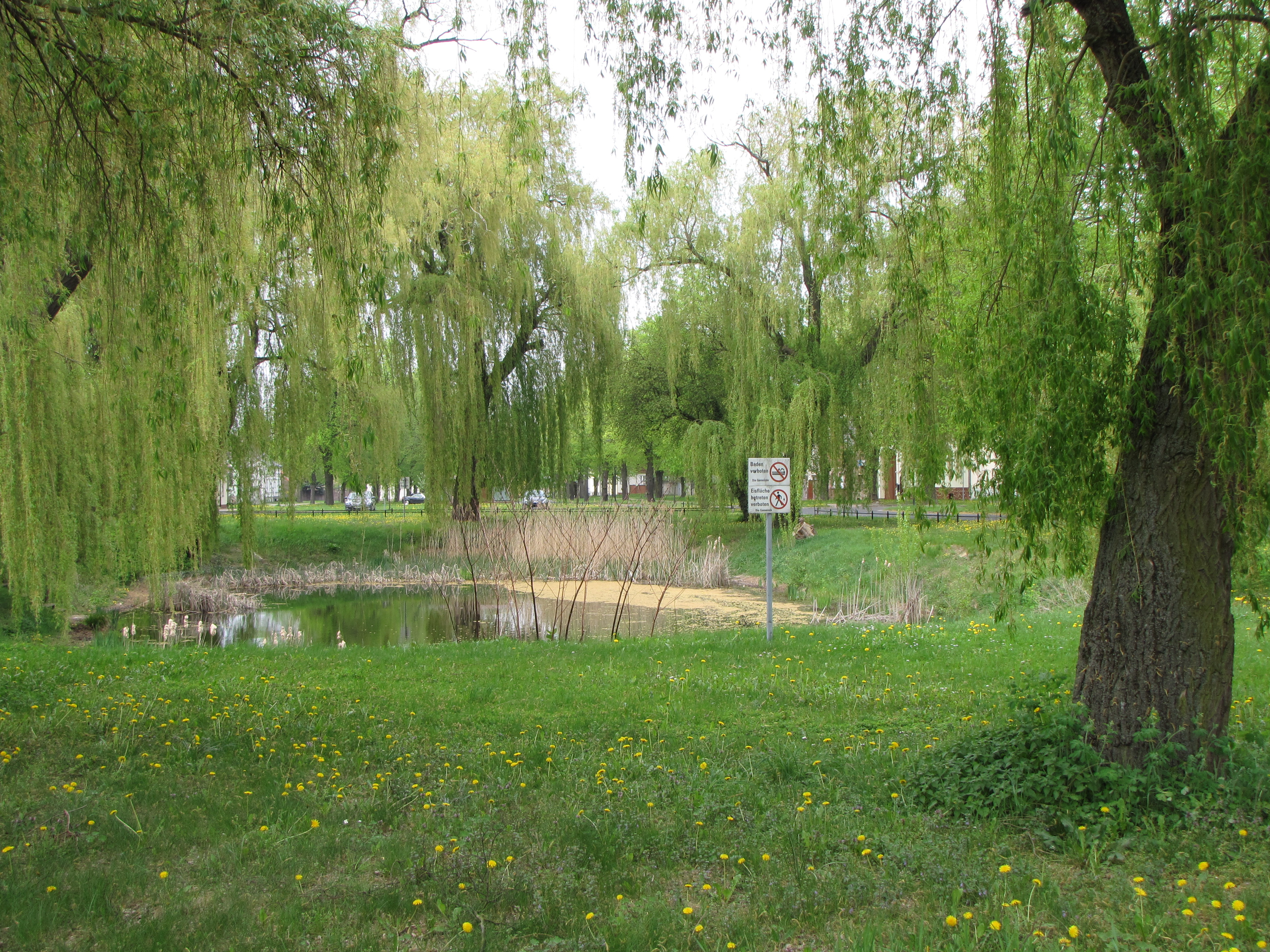
Teich auf der Dorfaue

Das Angerdorf entstand um 1200 durch Siedler, die aus der Region im Niederrhein und aus Flandern ins Glienicker Hochland kamen. Sie verdrängten die slawischen Einwohner, deren Siedlung sich Überlieferungen zufolge rund zwei Kilometer südöstlich in der Niederung befunden haben soll. Auf diese Lage deutet die Flurbezeichnung Alten Glienick hin. Da sich der Ort zu einem Straßendorf entwickelte, könnte es sich aber auch um die alte Dorflage handeln. Joachim Herrmann vermutet dagegen eine frühdeutsche Wehranlage. Glienick wurde 1491 erstmals urkundlich erwähnt. Das früher genannte Ersterwähnungsdatum 1346 beruht auf einer falschen Datierung der Meißner Bistumsmatrikel. Der Name geht auf polabisch/altsorbisch *glinik oder *glin' nik, zu urslawisch *glina = Ton, Lehm zurück. Der Name spielt auf den lehm- und tonhaltigen Boden der Gegend an.
Zur Zeit der ersten urkundlichen Nennung gehörte Glienick zum Amt Zossen, das aus der Herrschaft Zossen entstanden war. 1490 hatte der brandenburgische Kurfürst Johann Cicero die Herrschaft Zossen um 16.000 rheinische Taler von Georg v. Stein erworben. Das Dorf zählte 63 Hufen, die von 18 Bauern bewirtschaftet wurden. Der Lehnschulze bewirtschaftete vier Hufen, zwei Lehnbauern hatten je zwei Hufen, sechs Bauern bewirtschafteten je vier Hufen, acht Bauern je drei Hufen und ein weiterer Bauer zwei Hufen. Zur Pfarre gehörten drei Hufen. Die Hufen maßen je 5,1 ha. Außerdem waren drei Kossäten im Ort ansässig. Es gab eine Amtsschäferei, die 290 Schafe betreute (1491). Die Abgaben von zwei Dreihufen-Bauern sowie einem Kossätenhof gehörten zum v. Glaubitzschen Rittersitz zu Zossen. Die Dienste standen jedoch dem Kurfürsten bzw. dem Amt zu. Zu dieser Zeit muss es bereits einen Sakralbau gegeben haben, denn der Ort war 1495 Mutterkirche und gehörte zur Sedes Zossen und damit zum Bistum Meißen. Patron der Pfarre war die Herrschaft bzw. das Amt Zossen. Ein Sechshufen-Gut 1583 war die Schäferei an das Vorwerk Werben angegliedert. Insgesamt gehörten damals 800 Schafe zur Schäferei. Bei der verwaltungstechnischen Neuordnung der Mark Brandenburg um 1600 kam das Amt Zossen zum (Alt-)Kreis Teltow. Zur Unterscheidung vom Altkreis (oder Hoher Teltow) wurden die neu hinzugekommenen Gebiete (Herrschaft Teupitz, Herrschaft Zossen und Vogtei Trebbin) als Ämterkreis bezeichnet. 1624 wird erstmals ein Schmied neben 18 Hüfnern, vier Kössäten und einem Schäfer erwähnt. Der Dreißigjährige Krieg führte auch in Glienick zu erheblichen Verwüstungen, bei dem auch die Kirchenbücher zerstört wurden. 1652 waren nur noch neun im Ort geborene Hüfner und drei Kossäten bei ca. 80 Einwohnern dort. 1655 wurde der Weinberg in Glienick genannt. 1663 begann die Kirchengemeinde, neue Kirchenbücher anzulegen. 1693 kamen Siedler aus den umliegenden Orten und belegten die Höfe, die nach dem Krieg nach wie vor noch wüst waren. Das Amt Zossen verzeichnete einen Lehnschulzen, 18 Hüfner und fünf Kossäten. Schünow kam im 17. Jahrhundert als Tochterkirche zum Kirchspiel hinzu.

### 18. und 19. Jahrhundert
1712 errichtete Christian Rietdorf auf dem Mühlenberg eine Windmühle; 1739 eröffnete neben der Kirche ein Schulgebäude. Für 1745 ist eine weitere Windmühle in Glienick nachgewiesen. Das Schmettausche Kartenwerk von 1767–1787 verzeichnet diese Windmühle südlich des Ortes an der Straße nach Nächst Neuendorf. Auch das Schmiedehaus lag außerhalb des Dorfes. 1745 wird auch erstmals der Dorfkrug erwähnt. 1755 wurden ein Schneider, ein Lehnschulze, 18 Hüfner, vier Kossäten, zwei Büdner, ein Schmied, ein Krüger mit Braurecht, ein Kuhhirt, ein Kälberhirt und ein Pferdehirt genannt. In der Schäferei zu Werben standen damals 20 Kühe, 10 Stück „Güstevieh“ und 2000 Schafe. 1801 zählte man im Ort 45 Feuerstellen (= Haushaltungen), einen Lehnschulzen, 17 Ganzbauern, vier Kossäten, vier Büdner, drei Einlieger, einen Schmied, einen Krug und eine Windmühle. 1813 plünderten französische Truppen in den Befreiungskriegen am 22. August bei ihrem Rückzug den Ort. 1832 fand eine Schulinspektion statt, bei der 60 bis 70 Kinder in dem auf 30 Personen ausgelegten Schulgebäude festgestellt wurden. Noch im selben Jahr wurde ein Anbau genehmigt, der jedoch erst 1853 fertiggestellt wurde. 1840 sind es 40 Wohnhäuser. 1860 werden vier öffentliche Gebäude, 57 Wohngebäude und 107 Wirtschaftsgebäude gezählt. 1886 verloren Glienick und Groß Schulzendorf die Fischereirechte auf dem Rangsdorfer See an den Gutsbesitzer Spiekermann. 1879 wurde im Ort die dreiklassige Volksschule eingeführt, die 1938 als achtklassige Volksschule weitergeführt wurde. 1898 wurde der Gutsbezirk Werben aufgelöst und nach Glienick umgegliedert. Nunsdorf trat dem Kirchspiel ebenfalls bei.

### 20. Jahrhundert

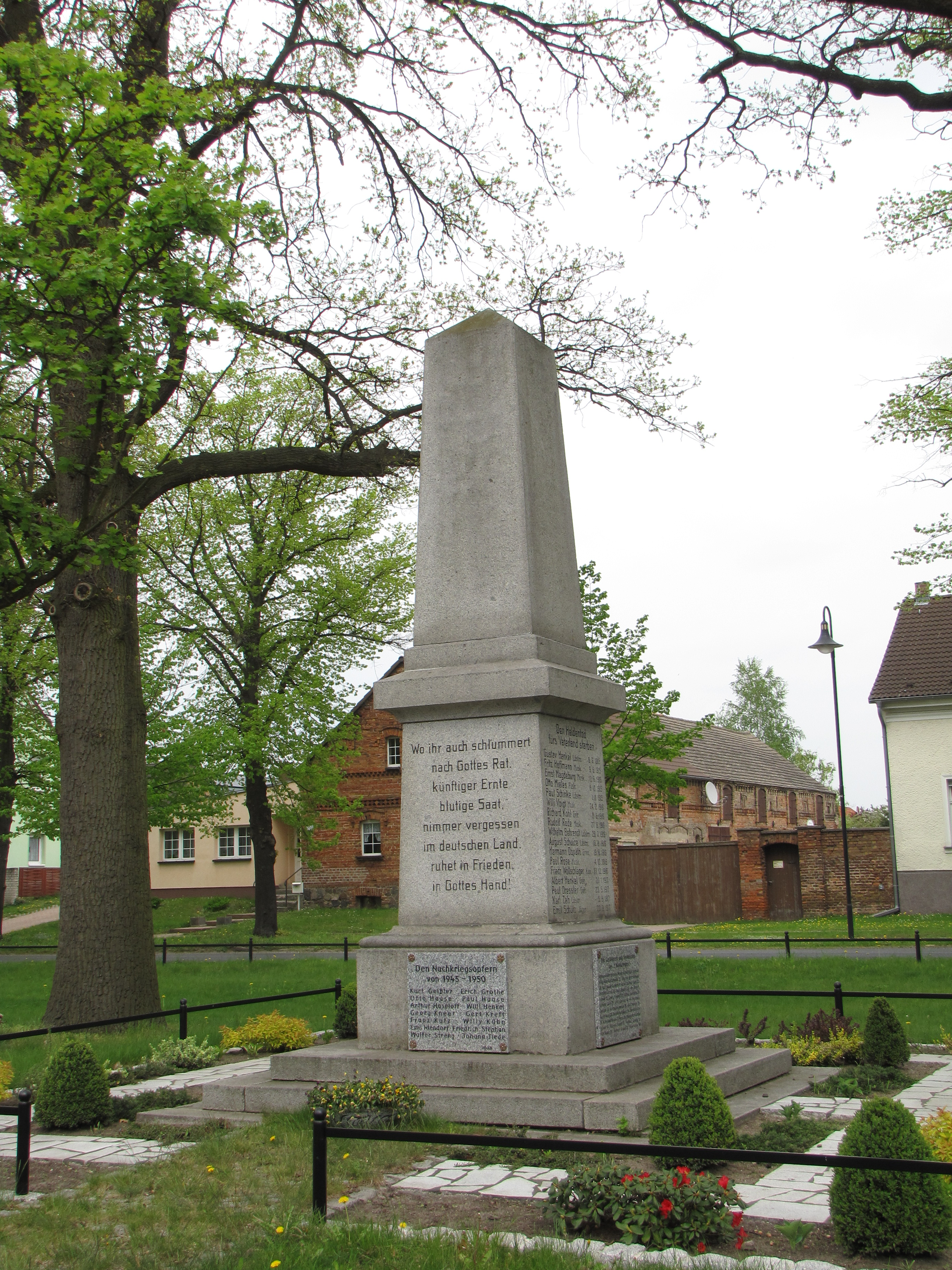
Kriegerdenkmal auf der Dorfaue

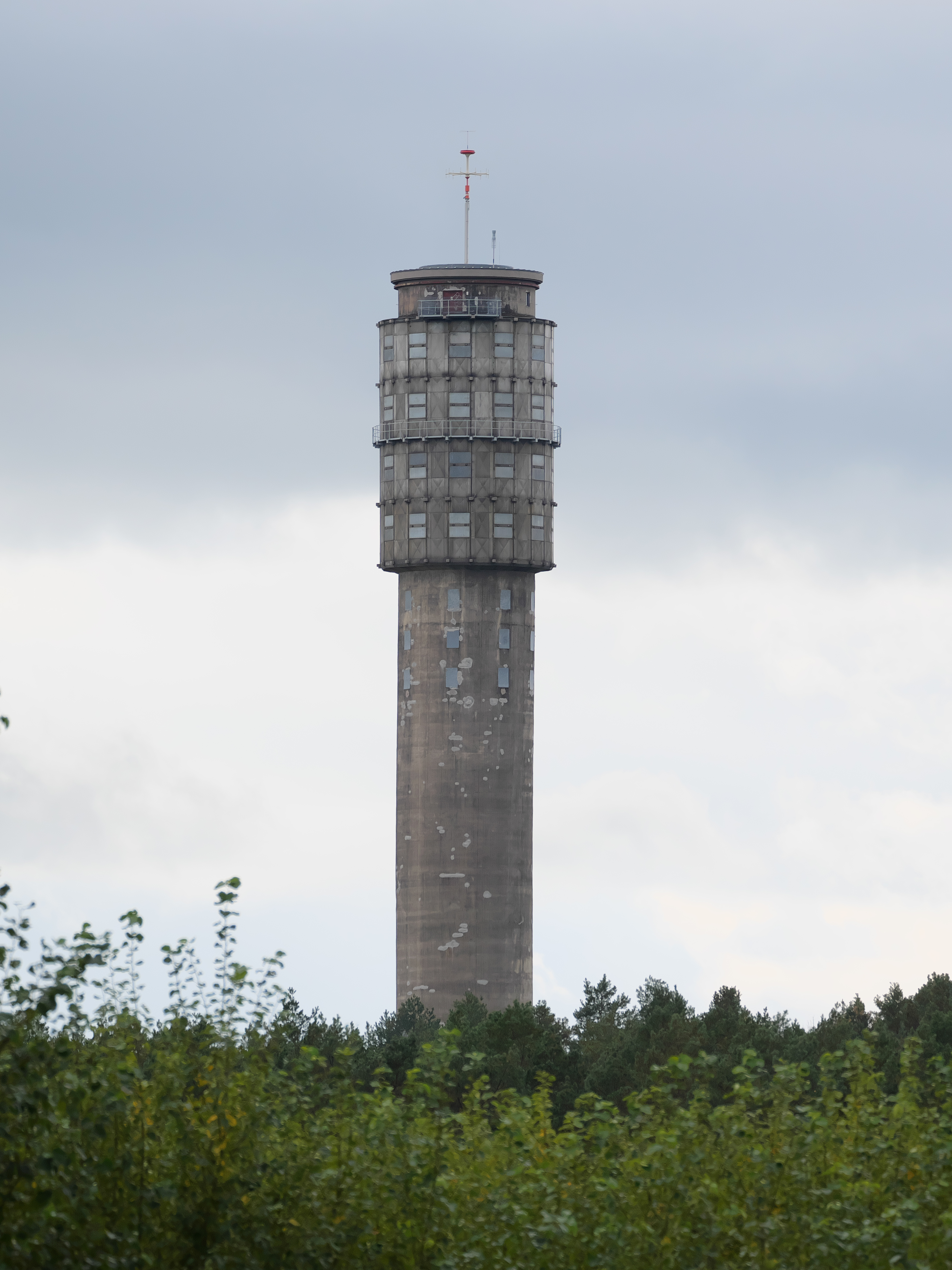
Ehemalige Funkmesskontrollstelle (Baujahr 1963, Turmhöhe 93 Meter) auf dem Kumberg (Gipfelhöhe 65 Meter)

1900 standen in Glienick 111 Häuser, 1931 127 Wohnhäuser. Um 1903 wurde südlich des Dorfes eine Ziegelei aufgebaut. Der wirtschaftliche Aufschwung schlägt sich auch in der Anzahl der Einwohner nieder: 1910 lebten bereits 743 Personen im Ort. Nach dem Ende des Ersten Weltkrieges stellten die Überlebenden auf dem Dorfanger im Jahr 1921 ein Denkmal für die Gefallenen auf. 1929 begannen Arbeiter mit dem Abbau von Kies am Weinberg. Am 22. April 1945 erreichte die Rote Armee den Ort. 1945 wurden im Zuge der Bodenreform 446 ha enteignet und 428 ha davon wieder aufgeteilt. Nach der Zerschlagung der alten brandenburgischen Kreise im Zuge der Verwaltungsreform von 1952 entstanden aus dem alten Kreis Teltow im Wesentlichen die neuen Kreise Königs Wusterhausen und Zossen. Glienick kam damals zum Kreis Zossen. Nach der Wende wurde im Rahmen der neuen Kommunalverfassung des Landes Brandenburg das (neue) Amt Zossen gebildet, Glienick wurde neben elf anderen Gemeinden dem Amt Zossen zugeordnet. 1953 bildete sich eine Landwirtschaftliche Produktionsgenossenschaft (LPG) Typ III Freundschaft zur Sowjetunion mit 16 Mitgliedern, die 76 ha Nutzfläche bewirtschafteten. 1956 wurden die LPG's in Glienick und Werben zusammengeschlossen. Von 1953 bis 1956 gaben insgesamt fünf Bauernfamilien ihre Höfe auf und flohen in die Bundesrepublik Deutschland. 1955 wurde das Ziegelwerk in Glienick an den VEB Ziegelkombinat Klausdorf angegliedert; ein Jahr später der Kiesabbau wieder aufgenommen. 1961 – ein Jahr nach der Zwangskollektivierung – hatte die LPG 194 Mitglieder und 1115 ha Nutzfläche. Eine LPG Typ I hatte 1961 23 Mitglieder und 194 ha Nutzfläche. 1963 errichtete die Stadt ein neues Schulgebäude am Sportplatz; der Schulbetrieb im historischen Gebäude lief jedoch bis 1969 weiter. 1973 wurde Werben Ortsteil von Glienick. In den Jahren 1978 bis 1980 erhielten die Bürger einen Anschluss an eine zentrale Wasserversorgung. 1992 feierte der Ort sein 550-jähriges Bestehen. Ein Jahr später erhielt er einen Anschluss an das Erdgasnetz. Im Rahmen der brandenburgischen Kreisreform 1993 wurden aus den bisherigen Kreisen Jüterbog, Luckenwalde und Zossen der neue Landkreis Teltow-Fläming gebildet. Mit dem (Alt-)Kreis Zossen kam auch Glienick zum jetzigen Landkreis Teltow-Fläming. Am 31. Dezember 1996 hatte der Ort 945 Einwohner. Sie bauten das ehemalige Schulgebäude zu einem Dorfgemeinschaftshaus um.
Zum 31. Dezember 1997 schlossen sich Glienick, Horstfelde und Schünow zur neuen (Groß-)Gemeinde Glienick zusammen. Damit hatte die neue (Groß-)Gemeinde vier Ortsteile: Glienick, Horstfelde, Schünow und Werben. Die neue größere Gemeinde hatte 1728 Einwohner (31. Dezember 1997). Kurz vor der Eingemeindung nach Zossen war die Einwohnerzahl auf 1849 Personen angewachsen (31. Dezember 2002). Im März 2001 entschied die Gemeindevertretung mehrheitlich auf eine Eingliederung in die Stadt Ludwigsfelde. Ein Bürgerentscheid für die Eingliederung nach Ludwigsfelde fiel mit 59 % ebenfalls positiv aus. Dabei ergaben sich in Glienick und in Schünow deutliche Mehrheiten für die Eingliederung, jedoch wurde sie in Horstfelde mit 74 % sehr deutlich abgelehnt. Ein Antrag von Horstfelde, aus dem Gemeindeverband auszuscheiden, wurde zunächst abgelehnt, später jedoch relativiert. Im September 2002 versagte das brandenburgische Ministerium des Innern einem im August 2002 geschlossenen Gebietsänderungsvertrag über den Zusammenschluss von Glienick mit der Stadt Ludwigsfelde die Genehmigung. Stattdessen präsentierte das Ministerium der Gemeinde einen Referentenentwurf, der die Eingliederung von Glienick in eine zukünftige amtsfreie Stadt Zossen (damals noch Zossen-Wünsdorf) vorsah. Die vorgebrachten Bedenken der Gemeinde gegen die Eingliederung nach Zossen wurden zurückgewiesen.

### 21. Jahrhundert
2002 konnte das neue Feuerwehrhaus der Öffentlichkeit übergeben werden. Am 26. Oktober 2003 wurde die Gemeinde Glienick in die Stadt Zossen eingegliedert und aufgelöst. Horstfelde und Schünow wurden eigenständige Ortsteile innerhalb der Stadt Zossen, Werben wurde Gemeindeteil von Glienick. Zum selben Zeitpunkt wurde das Amt Zossen aufgelöst und die Stadt Zossen amtsfrei. Gegen die Auflösung der (Groß-)Gemeinde Glienick und deren Eingliederung in die amtsfreie Stadt Zossen erhob die Gemeinde Glienick 2003 Kommunalverfassungsbeschwerde vor dem Verfassungsgericht des Landes Brandenburg, die jedoch 2005 abgelehnt wurde. 2012 ist er Schauplatz des 12. Kreiserntefestes des Landkreises Teltow-Flämings.
| Jahr | Einwohner                                                 |
| ---- | --------------------------------------------------------- |
| 1583 | ca. 100 bis 130 (18 Bauern, 5 Kossäten, Hirt und Pfarrer) |
| 1734 | 200                                                       |
| 1772 | 183                                                       |
| 1801 | 226                                                       |
| 1817 | 190                                                       |
| 1840 | 258                                                       |
| 1858 | 415                                                       |
| 1895 | 574                                                       |
| 1925 | 715 + 32 (Weinberg)                                       |
| 1939 | 802                                                       |
| 1946 | 982                                                       |
| 1964 | 826                                                       |
| 1971 | 786                                                       |
| 1981 | 725                                                       |
| 1991 | 812                                                       |
| 1996 | 945                                                       |

## Denkmale

### Baudenkmale
siehe Liste der Baudenkmale in Zossen#Baudenkmale in den Ortsteilen
Das genaue Baudatum der Dorfkirche Glienick ist nicht bekannt. Experten gehen davon aus, dass es sich um einen spätmittelalterlichen Bau handelt, dessen Ostwand 1730 erneuert wurde. Im Innern befinden sich ein mit Schnitzwangen verzierter Kanzelaltar aus dem 18. Jahrhundert mit einem gesprengten Giebel. Eine achteckige, hölzerne Fünte konnte auf das Jahr 1570 datiert werden und wurde 1976 restauriert.

### Bodendenkmale
Die Denkmalliste des Landkreises Teltow-Fläming verzeichnet auf der Gemarkung von Glienick und der früheren Gemarkung Werben insgesamt 22 Bodendenkmale:
- Dorfkern (Mittelalter und Neuzeit) (Glienick)
- Dorfkern (Mittelalter und Neuzeit) (Werben)
- Siedlung Steinzeit, Siedlung Eisenzeit
- Siedlung Steinzeit, Siedlung Eisenzeit
- Siedlung Bronzezeit
- Siedlung Urgeschichte
- Gräberfeld Eisenzeit
- Siedlung Urgeschichte, Siedlung römische Kaiserzeit, Siedlung Eisenzeit
- Siedlung Bronzezeit, Siedlung Eisenzeit
- Gräberfeld Bronzezeit
- Gräberfeld Bronzezeit
- Siedlung Eisenzeit
- Siedlung Eisenzeit, Produktionsstätte Eisenzeit
- Siedlung Urgeschichte
- Siedlung Urgeschichte, Rast- und Werkplatz Mesolithikum
- Rast- und Werkplatz Steinzeit, Siedlung Eisenzeit, Siedlung Bronzezeit
- Siedlung Urgeschichte
- Siedlung Steinzeit, Siedlung Eisenzeit
- Siedlung Urgeschichte
- Rast- und Werkplatz Steinzeit
- Rast- und Werkplatz Steinzeit
- an der Grenze zu Nächst Neuendorf, Siedlung der Eisenzeit

### Naturdenkmale
In der Liste der Naturdenkmale des Kreises Teltow-Fläming sind zwei Naturdenkmale verzeichnet:
- Linde, 0,1 km südöstlich der Kirche: wegen ihrer Eigenart (Alter, Größe)
- eine Lindenreihe, in Werben Lindenstr.: wegen ihrer Eigenart (Ausbildungsform) und ihrer Schönheit (Ortsbild)